# Cratericus
Cratericus is een kevergeslacht uit de familie van de boktorren (Cerambycidae). De wetenschappelijke naam van het geslacht werd voor het eerst geldig gepubliceerd in 2012 door Galileo & Martins.

## Soorten
Cratericus is monotypisch en omvat slechts de volgende soort:
- Cratericus divaricatus Galileo & Martins, 2012